# James Chaney
James Earl Chaney (Meridian, Misisipi; 30 de mayo de 1943 - Filadelfia, Misisipi; 21 de junio de 1964) fue un activista por los derechos civiles estadounidense. Fue asesinado por miembros del Ku Klux Klan junto a dos compañeros del Congreso de Igualdad Racial mientras participaban en el proyecto de derechos civiles para registrar votantes negros Freedom Summer.

## Familia y educación
James Chaney fue el mayor de los hijos del matrimonio conformado por Ben y Fannie Lee Chaney. Tuvo cuatro hermanos: Ben, Barbara, Janice y Julia. Sus padres se separaron por un tiempo cuando James era joven.
James asistió a la escuela católica durante los primeros nueve grados y fue miembro de la Iglesia Católica de San José.
A la edad de 15 años, cuando era estudiante de secundaria, él y algunos de sus compañeros de clase comenzaron a usar insignias de papel que decían "NAACP", para marcar su apoyo a la organización nacional de derechos civiles, la Asociación Nacional para el Progreso de las Personas de Color. Fueron suspendidos por una semana de la escuela secundaria segregada, porque el director temía la reacción de la junta escolar de blancos.
Después de la secundaria, Chaney comenzó como aprendiz de yesero en un sindicato.

## Trabajo por los derechos civiles
En 1962, Chaney participó en un Freedom Ride de Tennessee a Greenville (Misisipi), y en otro de Greenville a Meridian. Él y su hermano Ben también participaron en manifestaciones pacíficas. Chaney comenzó a trabajar como voluntario a fines de 1963 y se unió al Congreso de Igualdad Racial (CORE) en Meridian. Organizó clases de educación para votantes, presentó a los trabajadores de CORE a los líderes de las iglesias locales y ayudó a los trabajadores de CORE a desplazarse por los condados.
En 1964, se reunió con líderes del Mt. Nebo Baptist Church para obtener su apoyo para permitir que Michael Schwerner, el líder local de CORE, se dirija a los miembros de la iglesia, alentándolos a usar la iglesia como lugar de educación y registro de votantes. Chaney también actuó como enlace con otros miembros de CORE. Finalmente, el 14 de junio de 1964, se juntó a centenares de otros voluntarios para el proyecto Freedom Summer con el propósito de registrar de forma sistemática a los votantes negros rurales en Misisipi. 

## Asesinato
El 21 de junio de 1964, Chaney y sus compañeros Michael Schwerner y Andrew Goodman fueron asesinados cerca de la ciudad de Filadelfia en Misisipi. Estaban investigando la quema de la Iglesia Metodista de Monte Zion. A raíz de las manifestaciones de votantes de Schwerner y Chaney, los feligreses habían sido golpeados por los blancos. Acusaron al ayudante del alguacil, Cecil Price, de detener su caravana y obligar a los diáconos a arrodillarse ante los faros de sus propios autos, mientras hombres blancos los golpeaban con culatas de rifle. Los mismos blancos que los golpearon también fueron identificados como quemadores de la iglesia.
Price arrestó a Chaney, Goodman y Schwerner por una presunta infracción de tráfico y los llevó a la cárcel del condado de Neshoba. Fueron liberados esa noche, sin que se les permitiera telefonear a nadie. En el camino de regreso a Meridian, fueron detenidos por dos automóviles llenos de miembros del Ku Kux Klan en la autopista 19; luego los llevaron en el auto de Price a otro camino rural remoto. Los hombres dispararon y mataron a Schwerner y luego a Goodman, ambos de un tiro en el corazón. Finalmente asesinaron a Chaney de tres disparos, no sin antes golpearlo severamente. Enterraron los cadáveres de los jóvenes en una presa de tierra cercana.

## Consecuencias para la familia
Después del funeral de su hijo mayor, los Chaney abandonaron Misisipi debido a constantes amenazas de muerte. Con la ayuda de las familias Goodman y Schwerner, y otros partidarios, se mudaron a la ciudad de Nueva York, donde el hermano menor de Chaney, Ben, asistió a una escuela secundaria privada de mayoría blanca.
En 1969, Ben se unió al Partido Pantera Negra y al Ejército de Liberación Negra. En 1970, se fue a Florida con dos amigos; los dos amigos mataron a tres hombres blancos en Carolina del Sur y Florida. Chaney también fue condenado por asesinato en Florida. Cumplió 13 años en prisión y, después de obtener la libertad condicional, fundó la Fundación James Earl Chaney en honor a su hermano. A partir de 1985 trabajó como asistente legal del ex fiscal general de los Estados Unidos Ramsey Clark, quien obtuvo su libertad condicional.

## Reconocimientos
En 2014, el entonces presidente Barack Obama otorgó de manera póstuma la Medalla Presidencial de la Libertad a Chaney, Goodman y Schwerner.